# 路寨镇
路寨镇，是中华人民共和国河南省新乡市原阳县下辖的一个乡镇级行政单位。原为路寨乡，2023年撤乡设镇。行政区划代码改为410725110。 

## 行政区划
路寨镇下辖以下地区：
路东村、姚庄村、指挥寨村、苏庄村、贾一村、闫寨村、花王村、訾大夫寨村、李庄村、路西村、后大柳村、吕寨村、河底铺村、贾四村、贾三村、殷寨村、何寨村、许南村、郑村、黄寨村、前大柳村、许北村、王村、西寨村、党寨村、宋寨村、贾二村、张庄村、别河村、曹庄村、河西张村、小寺村和许庄村。